# Joseph Thors

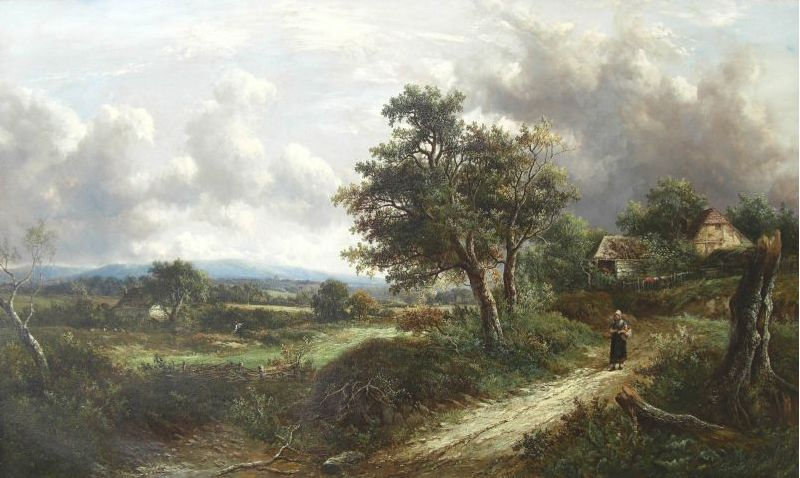
Landschaft nahe Cheltenham

Joseph Thors (* 24. August 1835 in Amsterdam; † 15. Dezember 1920 in Islington, London) war ein niederländisch-englischer Landschaftsmaler, der gegen Ende des 19. Jahrhunderts weitgehend in England ausstellte.

## Leben
Thors war ein Sohn von Samuel Joseph Thors und dessen am 10. September 1834 geheirateter Frau Jeannette (geborene Keijzer). Er arbeitete und lebte in London, später in Birmingham. Für eine Weile bereiste er Frankreich. Thors hatte Ausstellungen an der Royal Academy of Arts, British Institution und der Society of British Artists sowie in London und auch in Birmingham zwischen 1869 und 1900.
Er war seit 1862 mit Hendrina (Harriet, geborene Mendelson) verheiratet, die ebenfalls aus den Niederlanden stammte. Im Jahr 1863 wurde ihr Sohn Samuel Thors geboren.
Thors wird als Angehöriger der Birmingham School gesehen, obwohl sein Stil dem der Norwich School entsprach, die er bewunderte. Er malte mit Öl, seine Arbeit stellte friedliche englische rustikale Schauplätze dar: Landschaften, Hütten, Menschen und Tiere. Er malte auch Flusslandschaften und manchmal Küsten.

## Galerie

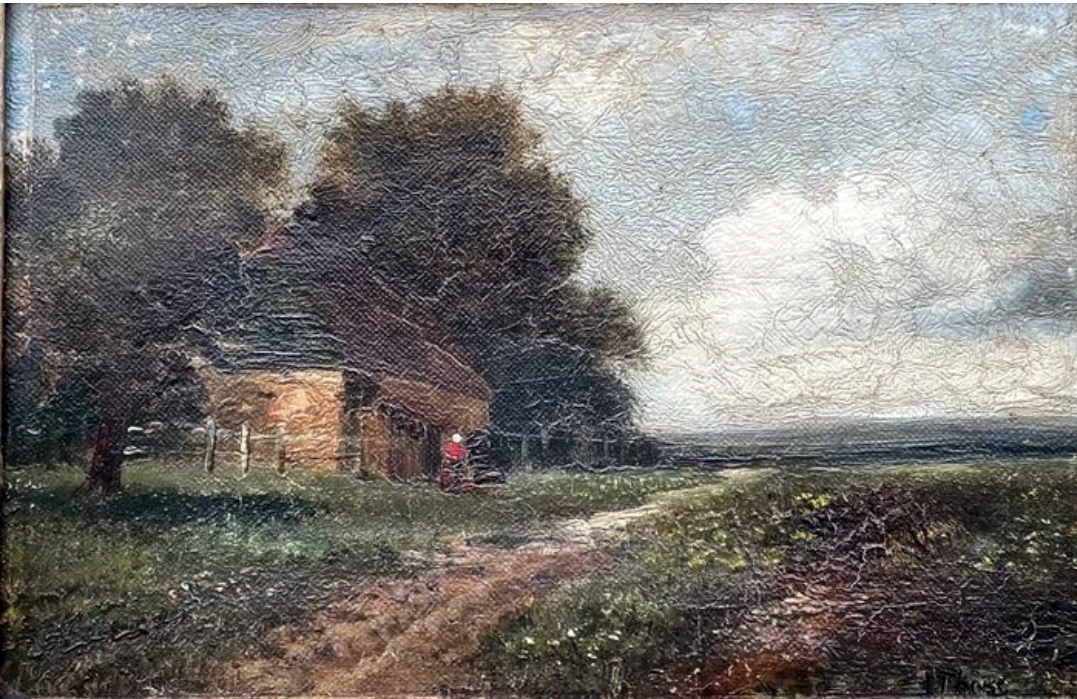
Hütte in einer Heidelandschaft
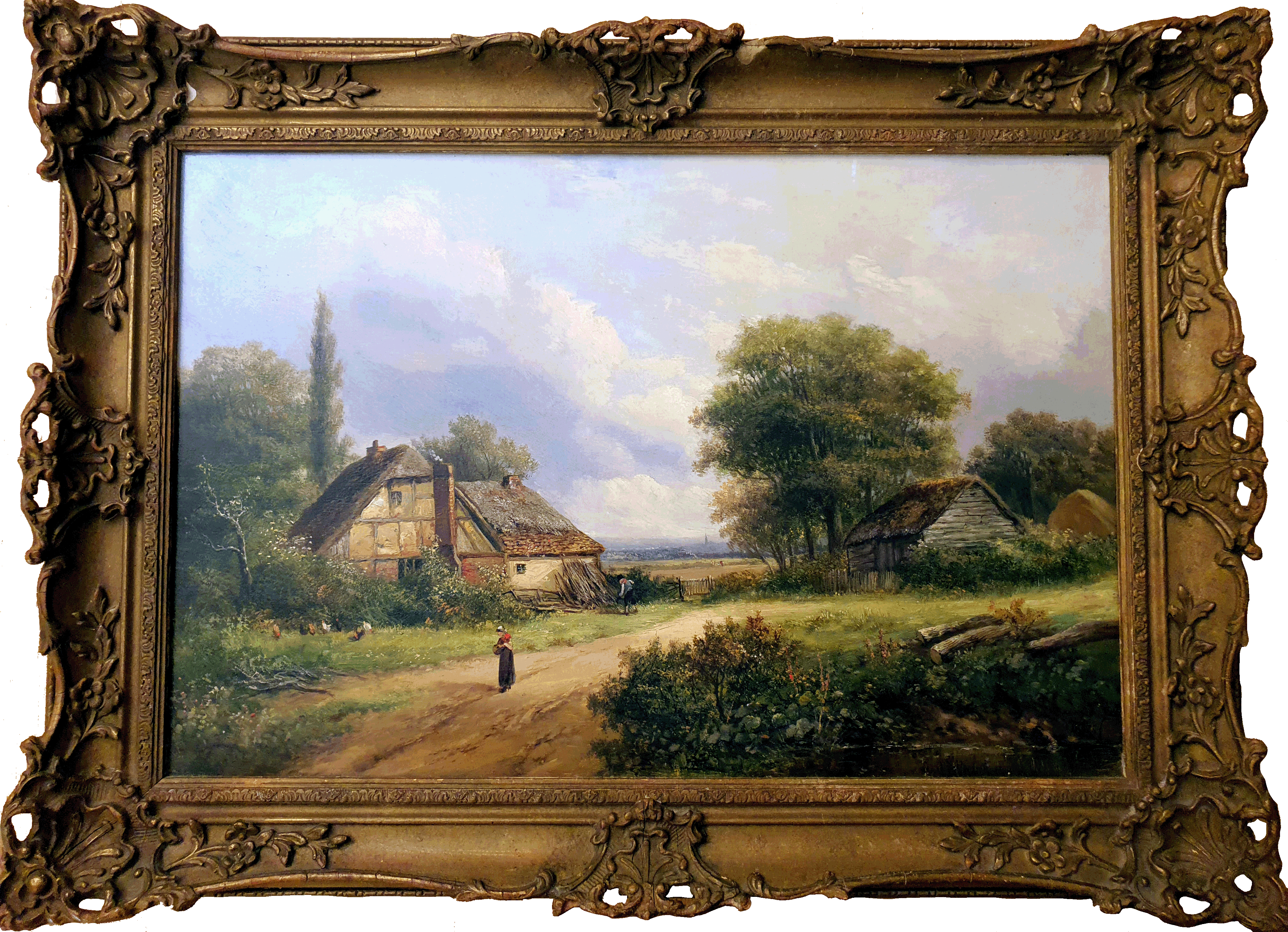
Mittelenglische Landschaft, Bauernhof mit Hühnern und Teich, Kirche im Hintergrund, Privatbesitz
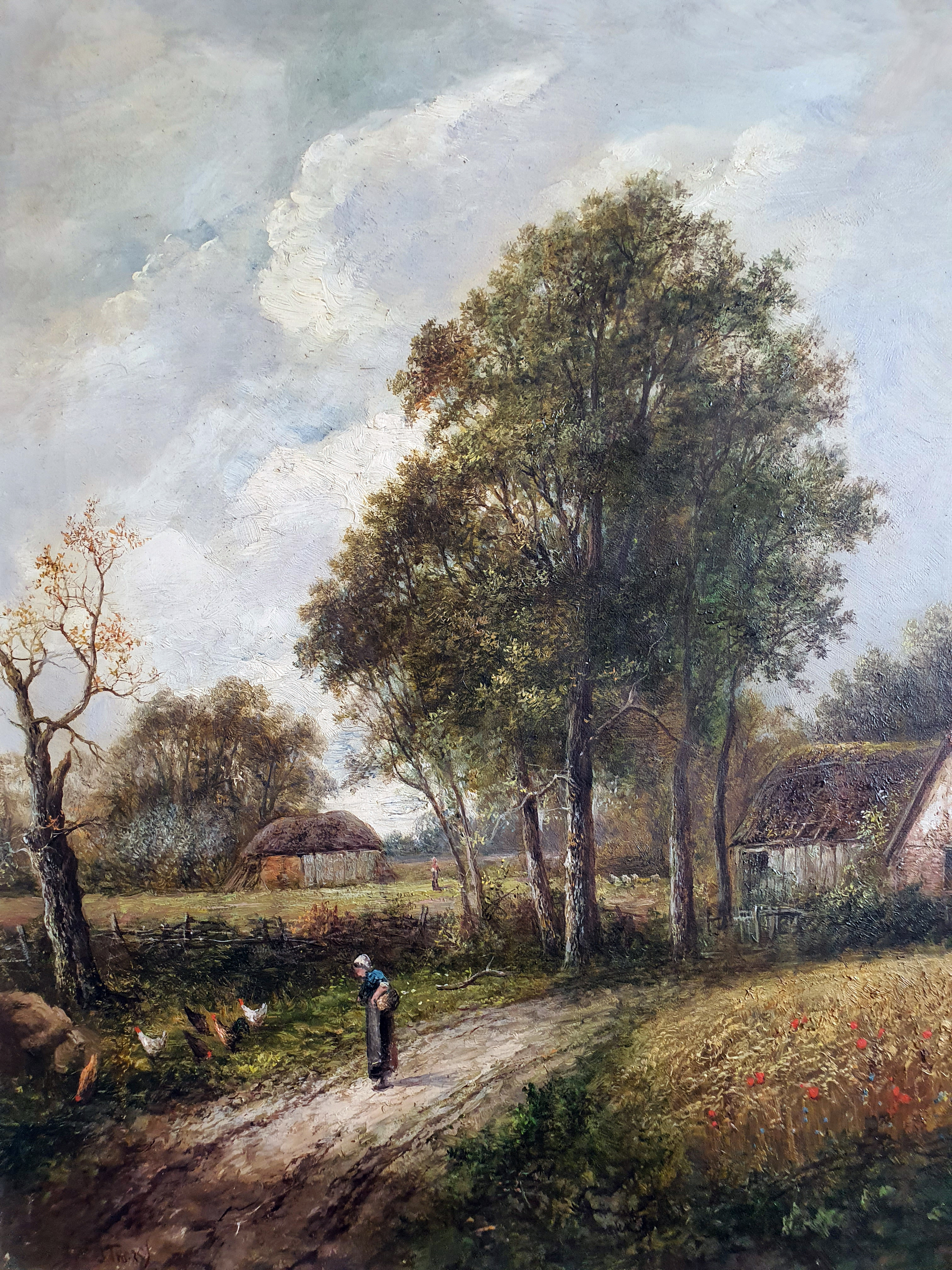
Frau mit Hühnern vor einer Hütte, Privatbesitz
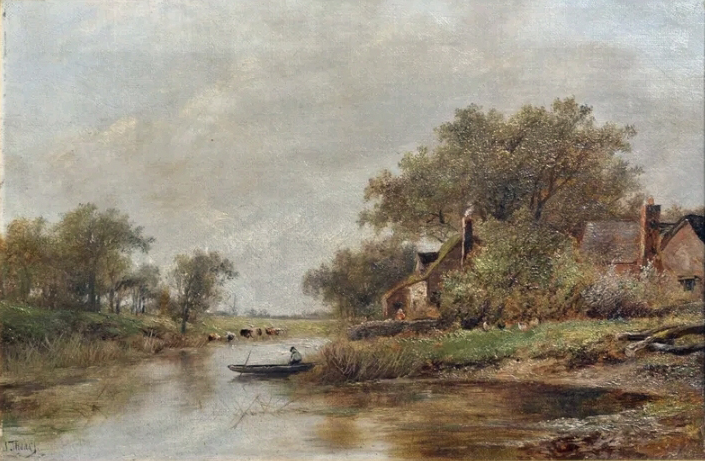
Flusslandschaft mit Angler in seinem Boot
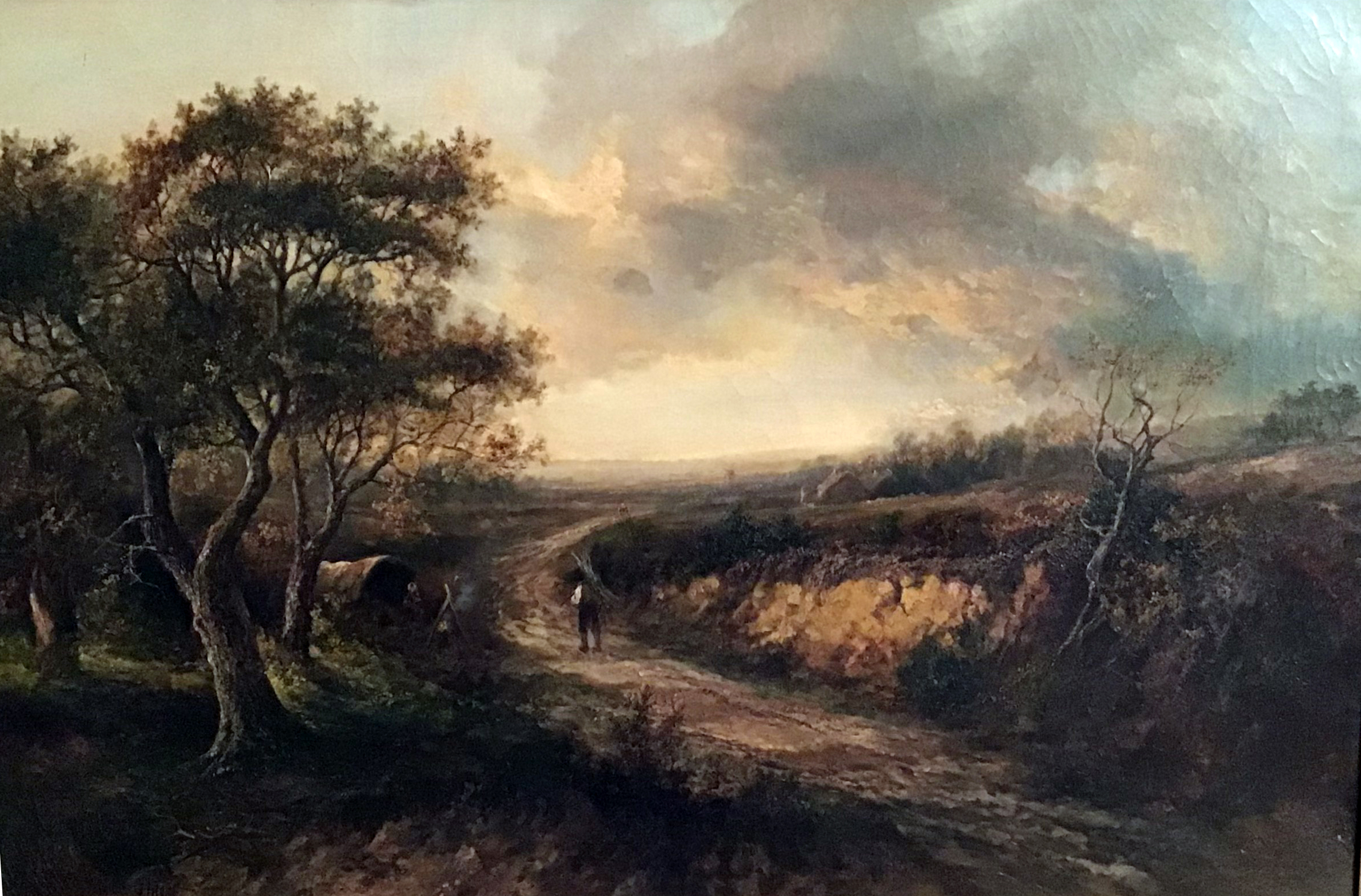
Landschaft in England
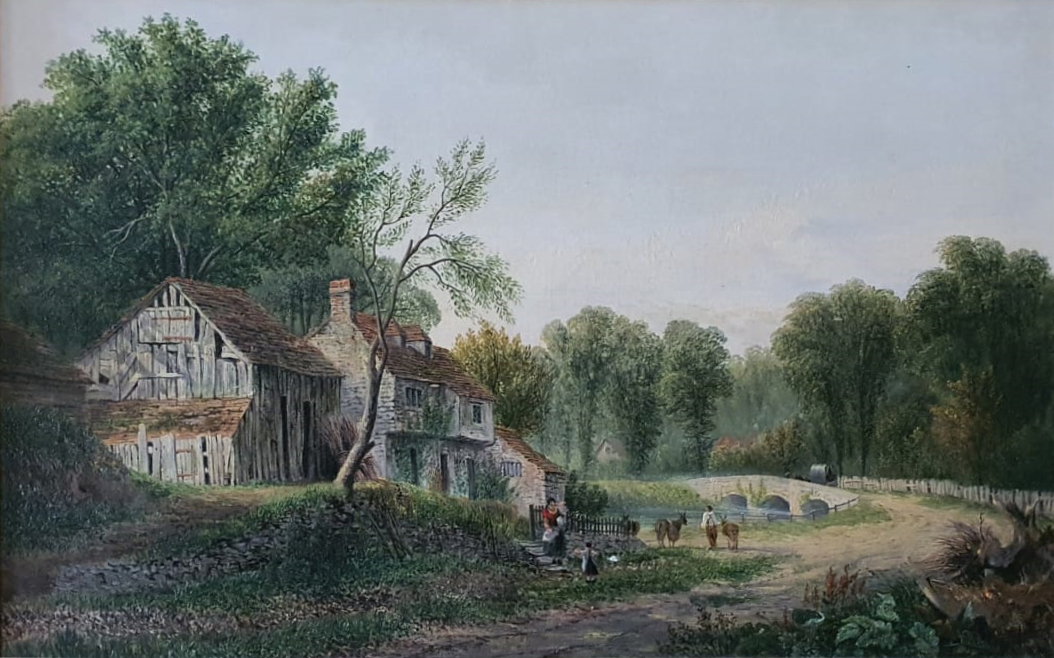
Englische Landschaft mit Hütte, Menschen und Tieren
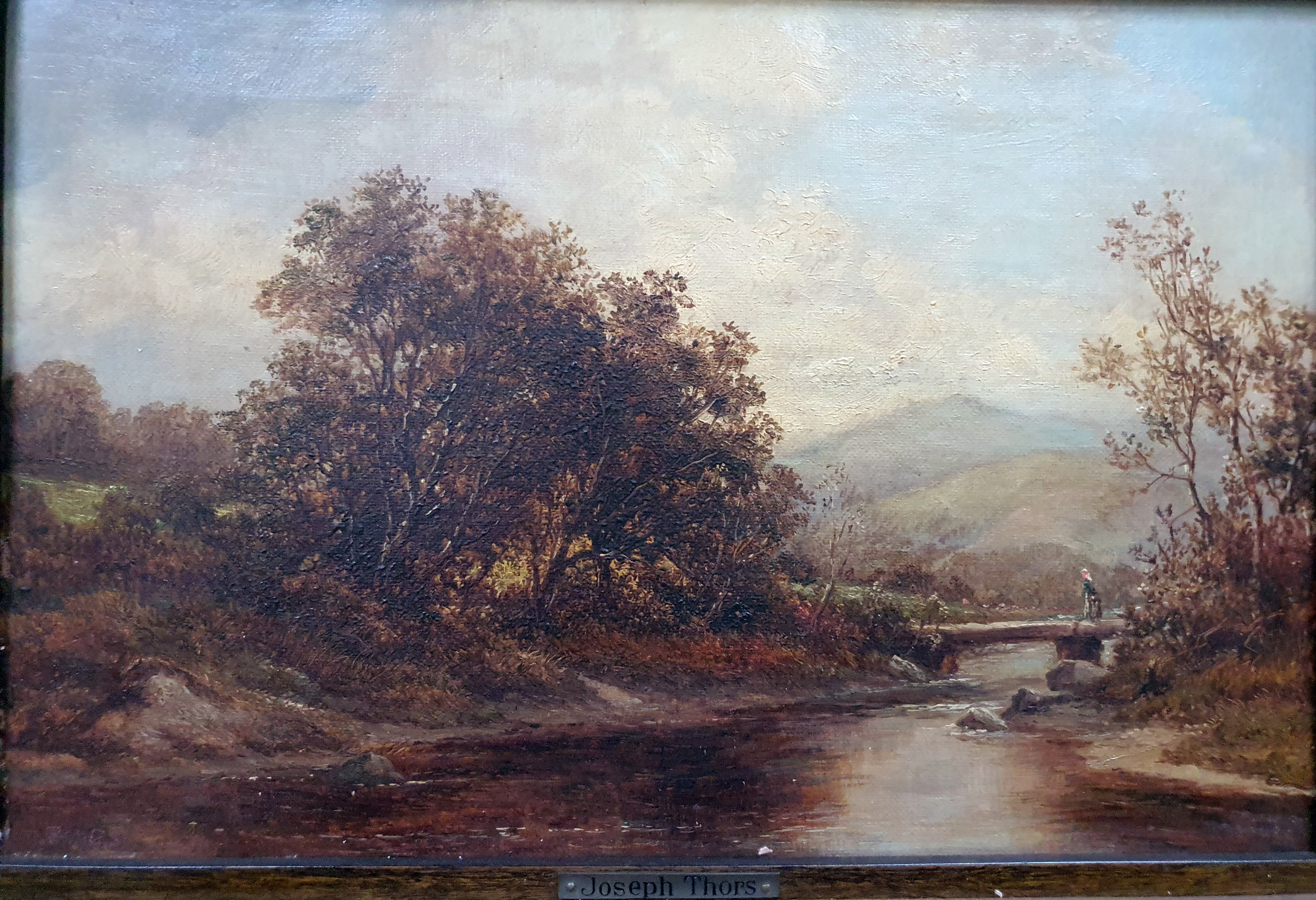
JBrücke über einen kleinen Fluss mit Dame
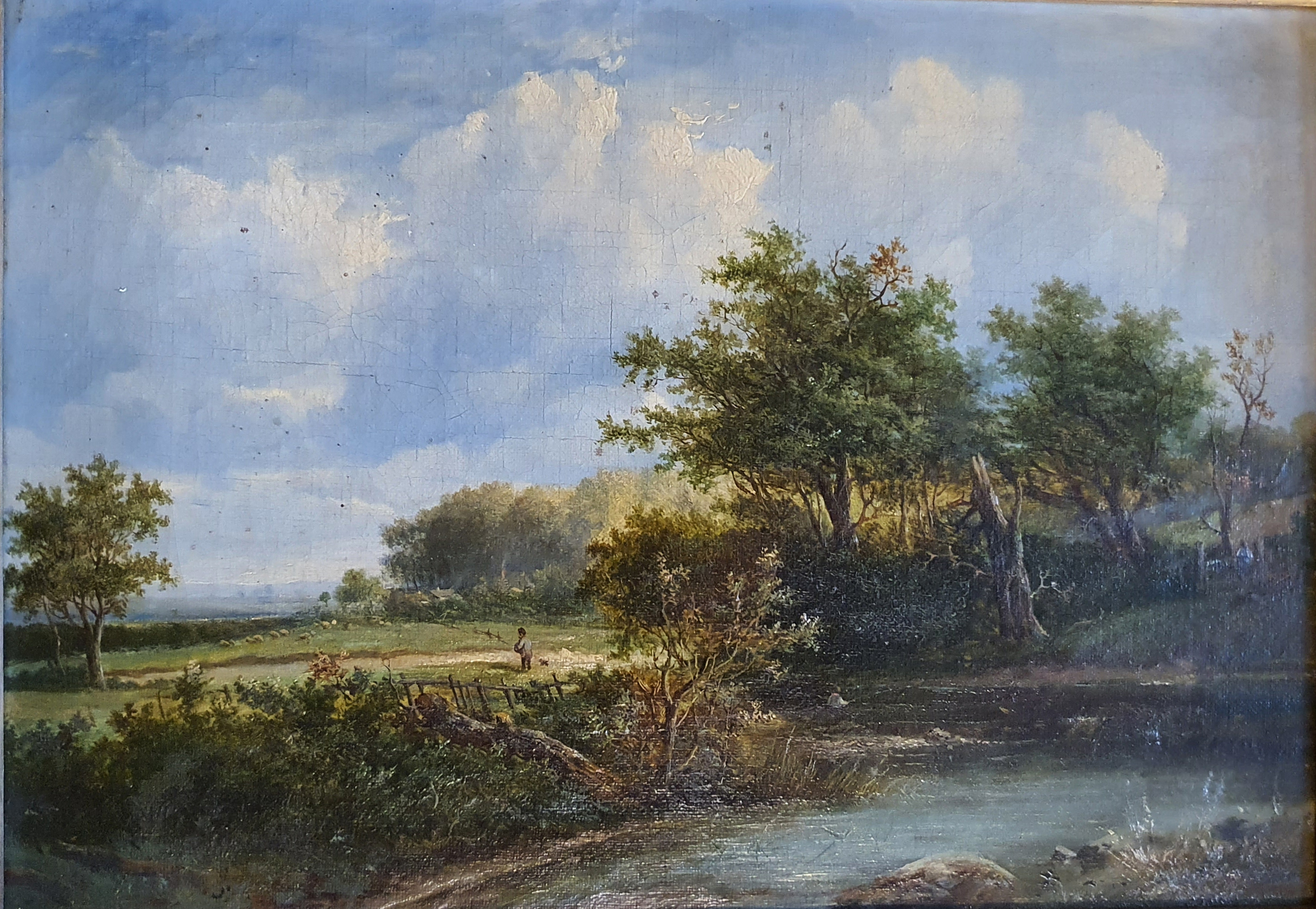
Englische Landschaft an einem Fluss, 1864
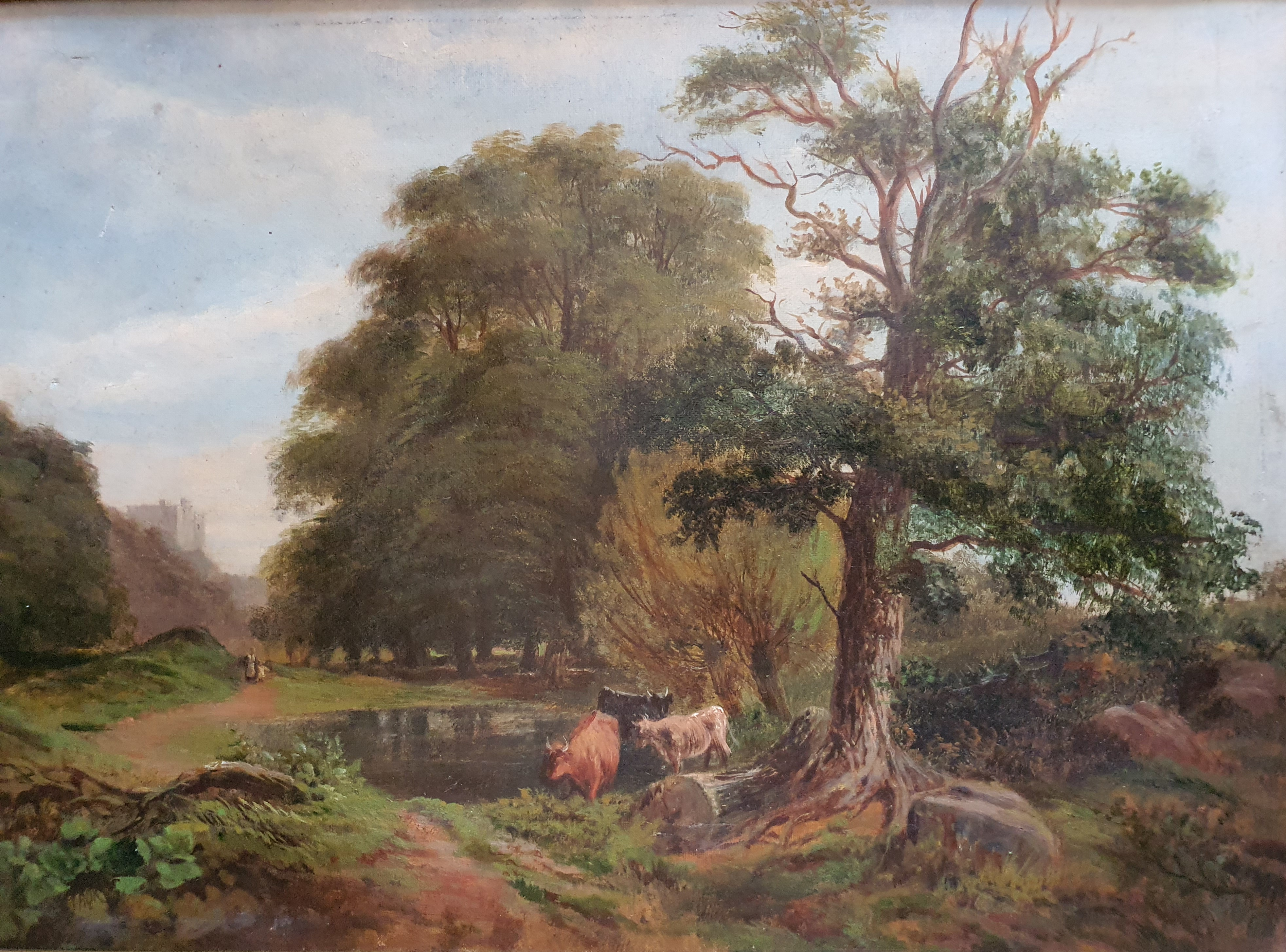
Drei Kühe am Weiher, Privatbesitz
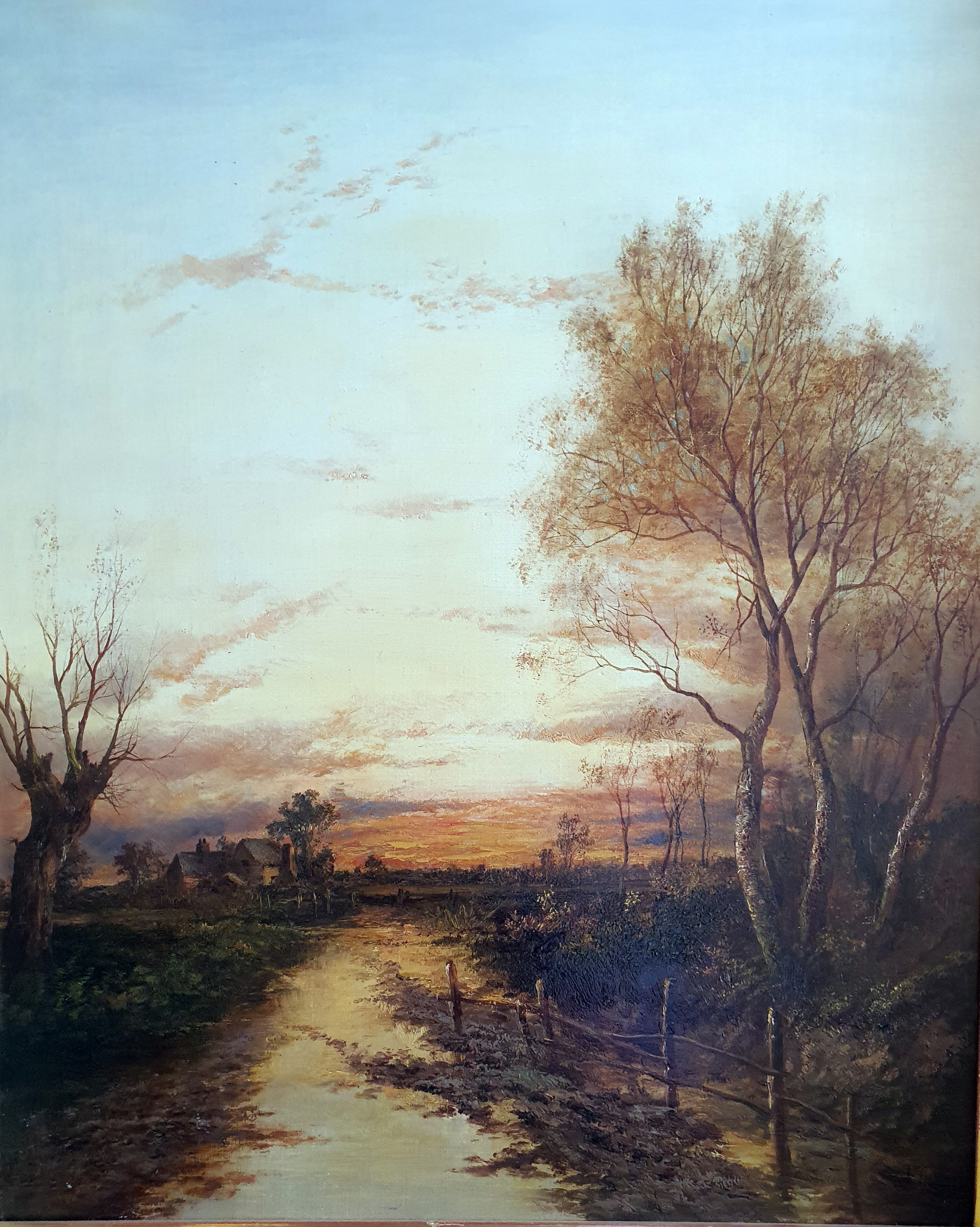
Sonnenuntergang in einer herbstlichen Landschaft, Privatbesitz
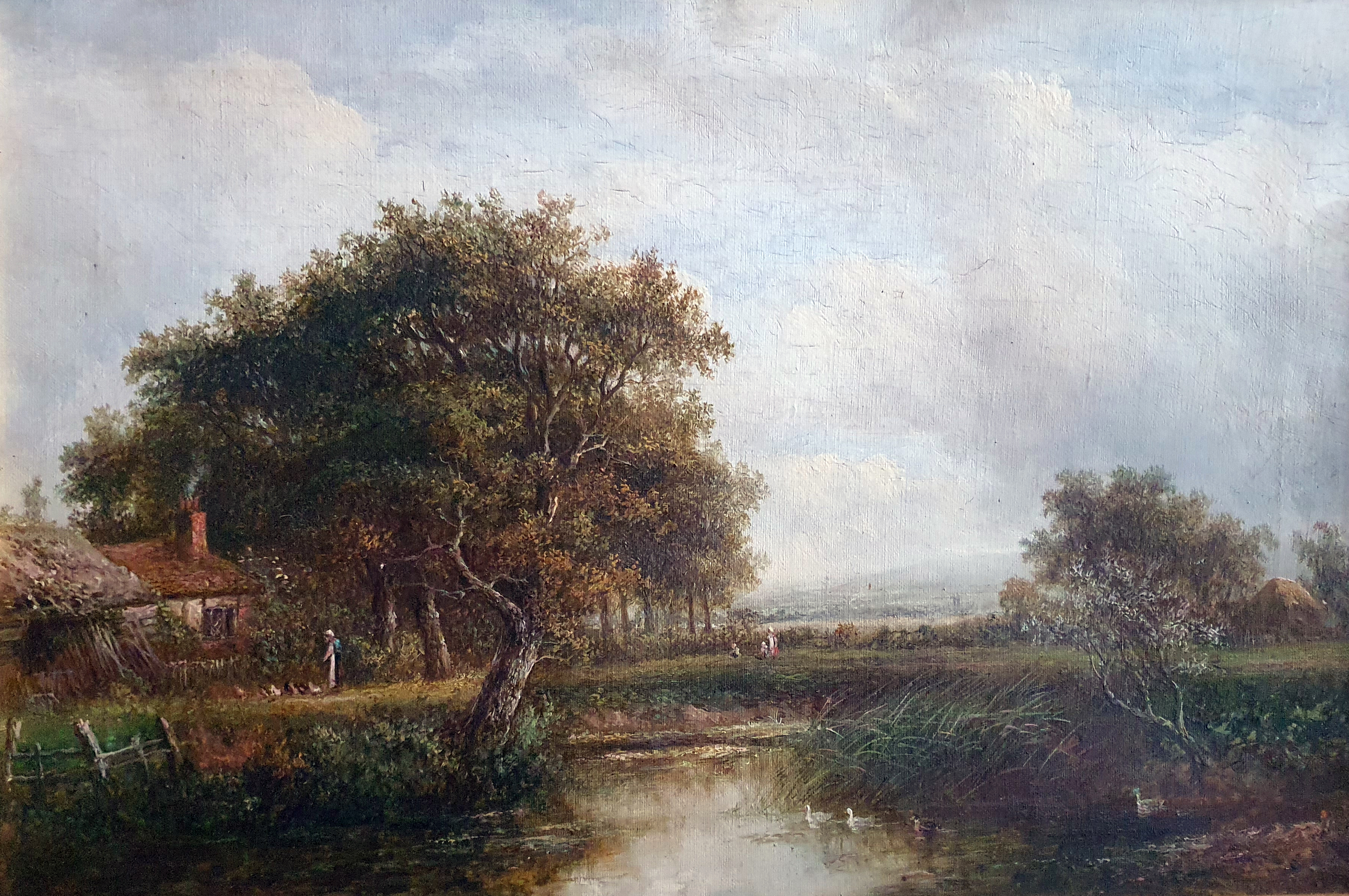
Teich, Bäume und Hütte vor mittenglischer Landschaft, Privatbesitz